# 다함께 여름!
다함께 여름!(A l’abordage!, All Hands on Deck)은 프랑스에서 제작된 기욤 브락 감독의 2020년 코미디, 드라마 영화이다. 제70회 베를린 국제 영화제의 파노라마 섹션에서 상영되었다.

## 출연
- Salif Cissé
- Asma Messaoudene
- Soundos Mosbah
- Benjamin Natchouang